# Дубовое (Киевская область)
Дубовое (укр. Дубове) — село, входит в Березанскую городскую общину Броварского района Киевской области Украины. До 2020 года входило в состав Барышевского района.
До 2016 года село носило название Большевик.
Население по переписи 2001 года составляло 199 человек. Почтовый индекс — 07550. Телефонный код — 4576. Занимает площадь 0,83 км².

## Инфраструктура
Село расположено на удаленности 75 км от КП г. Киева. Проезд к селу осуществляется по трассе Е40 через г. Березань или межрайонной трассой Т1018. Дорога в селе асфальтированная на трёх улицах: Арсеньева, Дубового, Октябрьская (укр. Жовтнева). Через село Дубовое проходит дорога к селу Хмелевик.
К селу прилегает железнодорожная платформа «Хмелевик» на которой осуществляют остановки электропоезда Юго-западной железной дороги Украины направления Киев—Яготин—Гребёнка. Ежедневно в направлении Киева и Яготина 13-15 электричек осуществляют остановки на платформе (зависимо от сезона).
В центре села были расположены один магазин (закрыт в 2019 году) и фельдшерский пункт (закрыт в 2018 году).

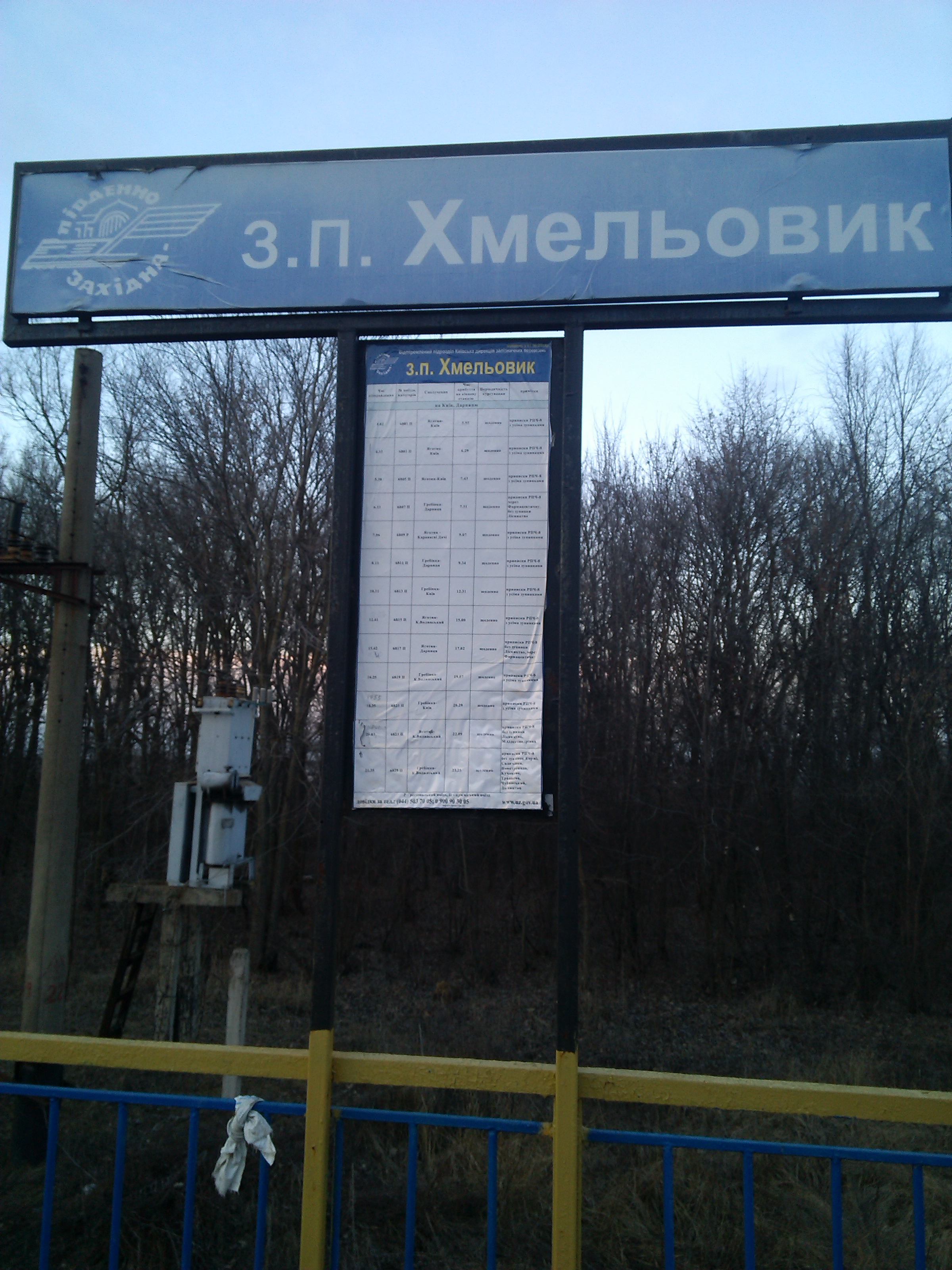

## Садовые товарищества
К селу вплотную прилегает садовое товарищество «Мечта» (укр. Мрія) Авиационного научно-технического комплекса «Антонова» основанное в начале 1990-х (прошло государственную регистрацию 10.12.1999 (код 25779311)). Садовое товарищество поделено на 234 участка (согласно ведомостей публичной кадастровой карты).

## Местный совет
07550, Киевская обл., Барышевский район, c. Яблоневое, ул. Шевченко, 1, тел.: 2-62-44